# The Magic Flame
The Magic Flame è un film muto del 1927 diretto da Henry King. La sceneggiatura si basa sul romanzo König Harlekin di Rudolph Lothar pubblicato a Monaco nel 1904.

## Trama
Innamorata di Tito, il clown, Bianca, la bella trapezista, star del circo Baretti, ha respinto le avances del principe ereditario di Illiria, che si è presentato sotto mentite spoglie come conte Cassati. Il principe corteggia anche la moglie di un signorotto locale che lui uccide quando l'uomo lo sorprende insieme alla moglie. Reso sempre più incattivito dai rifiuti di Bianca, il principe riesce ad attirarla con uno stratagemma nella sua camera d'albergo, ma la ragazza gli sfugge. Tito, che è accorso in suo aiuto, ingaggia una lotta con il principe che ha la peggio, restando ucciso e finendo in mare. Per non farsi arrestare, Tito - che assomiglia al morto - sfrutta questa somiglianza facendosi passare per lui. Bianca, convinta che quello sia il vero principe e che abbia ucciso il povero clown, giura di vendicare Tito. Il falso principe deve essere incoronato re: il giorno della cerimonia, si trova davanti Bianca alla quale riesce a rivelare la sua vera identità.

## Produzione
Il gruppo formato dal produttore Sam Goldwyn, dal regista Henry King e dagli attori Ronald Colman e Vilma Banky - un team che aveva girato nel 1926 The Winning of Barbara Worth (distribuito in Italia come Fiore del deserto) - si riformò per questa improbabile storia in costume che vide Colman interpretare uno dei suoi famosi doppi ruoli (in questo caso, sdoppiato nella parte di un nobile dissoluto e in quella di un clown del circo.
Il film, prodotto dalla Samuel Goldwyn Company, fu uno dei tre film che Goldwyn produsse nel 1927.

## Distribuzione
Il copyright del film, richiesto da Samuel Goldwyn, fu registrato il 16 agosto 1927 con il numero LP24275.
Distribuito dall'United Artists, il film uscì nelle sale USA il 18 settembre 1927. A New York, venne presentato in prima al Rialto Theatre. Fu distribuito anche in Finlandia (16 gennaio 1928), Portogallo (22 luglio 1929, come A Chama Divina) e Austria (1930, come König Harlekin).